# Pseudobagrus sinyanensis
Pseudobagrus sinyanensis är en fiskart som först beskrevs av Fu, 1935.  Pseudobagrus sinyanensis ingår i släktet Pseudobagrus och familjen Bagridae. Inga underarter finns listade i Catalogue of Life.